# Нагноєння
Нагноєння (лат. suppuratio, англ. suppuration, fester, maturation) — процес утворення гною в тканинах чи на поверхнях організму.
Нагноєння є одним із патофізіологічних варіантів закономірного наслідку запалення як нормальної захисної реакції організму. Воно виникає у тих випадках, коли збудник, який спричинив запалення, важко піддається природній елімінації з організму. Внаслідок цього у певній ділянці тіла людини накопичується велика кількість лейкоцитів, які гинуть у боротьбі зі збудником запалення, формуючи таким чином основні складові компоненти гною.

## Причини
Нагноєння найчастіше спричиняють гноєтворні бактерії (стафілококи, стрептококи, гонококи, менінгококи, кишкова паличка, протей, клебсієли, псевдомонади, а також гнильні клостридії (Clostridium perfringens, Cl. sporogenes, Cl. putrificum тощо). У таких випадках інтенсивність та клінічний перебіг нагноєння залежить від кількості бактерій, їх вірулентності, характеру та локалізації тканин, у які вони потрапляють, наявності в цих ділянках пошкоджень, некрозу чи скупчень вільної рідини (кров, лімфа), стану кровопостачання цієї зони, а також від низки загальних чинників, які змінюють рівень протиінфекційного захисту організму (хвороби, вживання певних ліків, виснаження, радіація, шкідливі звички тощо)
До немікроорганізмових чинників, які, потрапляючи в організм, призводять до виникнення запалення, належать скипидар, кротонове масло, дигітоксин, каломель, гас, туберкулін та низка інших агресивних речовин.
Сьогодні[коли?] відомі понад 54 захворювання, які супроводжуються нагноєнням. Прикладом хвороб, що супроводжуються нагноєнням є абсцес, флегмона, фурункул, емпієма тощо.